# تعديل الأعضاء التناسلية وتشويهها

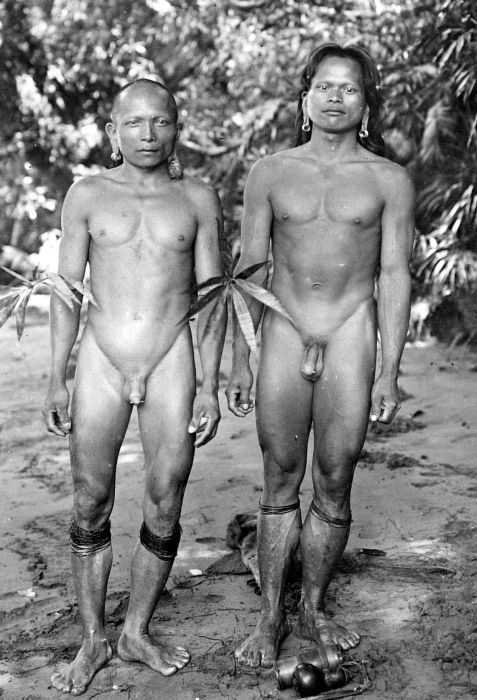

يمكن أن تشير مصطلحات تعديل وتشويه الأعضاء التناسلية إلى تغييرات دائمة أو مؤقتة في الأعضاء التناسلية البشرية. يتم إجراء بعض أشكال لتغيير الأعضاء التناسلية على البالغين بموافقتهم وعن علم بناء على طلبهم، عادة لأسباب جمالية أو لتعزيز التحفيز الجنسي. ومع ذلك، يتم إجراء أشكال أخرى منها على الأشخاص الذين لا يقدمون موافقة واضحة، بما في ذلك الأطفال أو الرضع. يمكن اعتبار أي من هذه الإجراءات تعديلات أو تشويهات في سياقات ثقافية مختلفة وضمن مجموعات مختلفة من الناس

## الأسباب

### التعديلات الجسدية
يتم إجراء العديد من أنواع تعديل الأعضاء التناسلية بناء على طلب الفرد، لأسباب شخصية أو جنسية أو جمالية أو ثقافية. تنتشر فرعيّة القضيب، أو شقّ الجزء السفلي من القضيب في الثقافات التقليدية للسكان الأصليين الأستراليين. ويرجع أصل هذا الإجراء إلى ثقافة تعديل الجسم الغربية. شق الصماخ هو شكل ينطوي على شق قضيب حشفة وحدها، في حين أن التنصيف هو شكل أكثر تطرفاً ينقسم فيه القضيب إلى نصفين تماماً.
يمكن إجراء عمليات الثقب التناسلية والوشم التناسلي لأسباب جمالية، ولكن الثقب له فائدة في زيادة المتعة الجنسية للفرد أو شريكه الجنسي.
وبالمثل، تتضمن عملية التزيين التناسلي إجراء جراحي صغير تحت الجلد الخامل على طول القضيب بغرض توفير التحفيز الجنسي على جدران المهبل. على غرار الوشم، يتم إجراء تخديش الأعضاء التناسلية بشكل أساسي لأسباب جمالية عن طريق إضافة ندوب تجميلية إلى الجلد. الزخرفة التناسلية للندبات هي تقليد قديم في العديد من الثقافات، للرجال والنساء على حد سواء. إن أسلوب هانابيرا (كلمة يابانية تعني بتلة) هو شكل خاص من أشكال الخدش الذي نشأ في اليابان، وهو ينطوي على زخرفة العانة.
يمكن تكبير البظر بشكل مؤقت من خلال استخدام مضخة البظر، أو من خلال تطبيق أو حقن التستوستيرون لتكبيره بشكل دائم. تكبير القضيب هو مصطلح لمختلف التقنيات المستخدمة لمحاولة زيادة حجم القضيب، على الرغم من أن سلامة هذه التقنيات وفعاليتها ما يزال أمراً قيد المناقشة.

## إعادة تخصيص جنسي اختياري
قد يخضع الأشخاص المتحولون جنسياً أو ثنائيي الجنس لجراحة تغيير الجنس من أجل تعديل أجسامهم لمطابقة هويتهم الجنسية. لا يختار جميع الأشخاص المتحولين جنسياً إجراء هذه العمليات الجراحية، فقط أولئك الذين عادةً ما يرون تحسناً في حياتهم الجنسية بالإضافة إلى سلامتهم العقلية والعاطفية. بعض من العمليات الجراحية تشمل تكبير الثدي ورأب المهبل (إنشاء المهبل) للمرأة العابرة و استئصال الثدي (إزالة الثدي)، والستيرويد (استطالة البظر)، و تجميل القضيب (إنشاء القضيب) للرجال العابرين. قد تستفيد النساء العابرات أيضاً من إزالة الشعر وجراحة تأنيث الوجه، في حين أن بعض الرجال العابرين قد يقومون بشفط الدهون لإزالة الترسبات الدهنية حول الوركين والفخذين.
هجرا، وهو جنس ثالث موجود في شبه القارة الهندية، قد يختار الخضوع للإخصاء.

## تخصيص جنسي إجباري
قد يخضع الأطفال ثنائيي الجنس والأطفال الذين يعانون من وجود الأعضاء التناسلية الغامضة لديهم إلى عمليات جراحية من أجل جعل مظهر الأعضاء التناسلية لديهم «طبيعياً». عادة ما يتم تنفيذ هذه العمليات الجراحية من أجل التجميل وليس لأسباب علاجية. معظم الجراحات التي تجرى على الأطفال الذين يعانون من الأعضاء التناسلية الغامضة هي ضارة جنسياً وقد تجعلهم يعانون من العقم. على سبيل المثال، في الحالات التي تتعلق بالأطفال الذكور مع القضيب الصغير جداً، قد يوصي الأطباء بإعادة تعيين الطفل الذكر كأنثى. تعترض جمعية ثنائيي الجنس في أمريكا الشمالية على العمليات الجراحية هذه التي يتم إجراؤها على الأشخاص دون موافقتهم الواضحة، وتبني أساس رفضها على أن هذه العمليات تخضع المرضى لضرر ومخاطر لا ضرورة لها.
في بعض الحالات، يمكن إعادة تعيين جنس الطفل بسبب الإصابة التناسلية. كانت هناك على الأقل سبع حالات من الذكور الأصحاء الرضع الذين تم إعادة تعيينهم لأنثى بسبب الختان الذي يدمر قضبانهم بشكل لا يمكن إصلاحه، بما في ذلك الراحل ديفيد رايمر (المولود بروس رايمر، لاحقاً بريندا ريمر)، الذي حصل على جائزة 750 ألف دولار من القاضي والتر ماكغفرن من محكمة المقاطعة الفيدرالية بعد إدانة طبيب عسكري بتهمة سوء الممارسة الطبية في عام 1975؛ وطفل آخر لم يكشف عن اسمه تم ختانه في مستشفى نورثسايد، الذي تلقى مبلغاً غير معلوم من المال من المستشفى.
في ولاية أندرا براديش في الهند، تم إلقاء القبض على جراح يبلغ من العمر 75 عاماً يعمل في مستشفى كرنول الحكومي في كادابا، ويطلق عليه اسم ناجانا، من قبل قسم التحقيق الإجرامي لإجراء عمليات جراحية لتغيير الجنس القسري على ضحايا مختطفين منذ ما يقرب من عشر سنوات باستخدام شبكة من العابرين جنسياً على مستوى البلاد.

## علاجياً
إذا أصبحت الأعضاء التناسلية مريضة، كما في حالة السرطان، فأحياناً تتم إزالة المناطق المريضة جراحياً. قد تخضع الإناث لاستئصال المهبل أو استئصال الفرج، في حين أن الذكور قد يخضعون لاستئصال القضيب أو استئصال الخصية. يمكن إجراء جراحة إعادة بناء لاستعادة ما فقد، وغالباً باستخدام تقنيات مشابهة لتلك المستخدمة في جراحة تغيير الجنس.
أثناء الولادة، يتم أحياناً إجراء بضع الفرج (قطع جزء من النسيج بين المهبل والشرج) لزيادة مقدار المساحة التي قد يظهر فيها الجنين. المدافعون عن الولادة الطبيعية والولادة بدون مساعدة يقولون إن هذا التدخل غالباً ما يتم دون ضرورة طبية، مع إلحاق ضرر كبير بالشخص الذي يلد.
فض غشاء البكارة هو ثقب جراحي غير واضح لغشاء البكارة. يمكن القيام به للسماح للحيض أن يحدث. قد يختار الفرد البالغ زيادة حجم فتحة غشاء البكارة، أو إزالة غشاء البكارة تماماً لتسهيل الاختراق الجنسي للمهبل.
أجريت أول عملية جراحية لتصغير القضيب في العالم في عام 2015، على صبي يبلغ من العمر 17 عاماً كان لديه قضيب يشبه شكل كرة قدم أمريكية نتيجة للانتصاب المتكرر.

## ذاتياً
من الممكن أن ينخرط شخص ما في إصابة أعضائه التناسلية أو تشويهها مثل الإخصاء، أو استئصال القضيب، أو استئصال البظر. الدافع وراء مثل هذه الأعمال تختلف على نطاق واسع، يمكن أن يتم ذلك بسبب متلازمة سكوبتك (عدم الرضا عن الجنس)، والأزمة الشخصية المتعلقة بهوية النوع الاجتماعي، والمرض العقلي، وتشويه الذات، واضطراب التشوه الجسمي، أو لأسباب اجتماعية.